# Casa Grondona
 (août 2022).
Pour les articles homonymes, voir Grondona (homonymie).
La casa Grondona est un bâtiment de la ville de Milan en Italie.

## Histoire
Le bâtiment, conçu par Enrico Terzagni, est achevé en 1876 à la demande de Felice Grondona (it), industriel propriétaire des Officine meccaniche Grondona (it).

## Description
Le palais se situe sur le corso Italia dans le centre-ville de Milan.
Le palais présente un style néo-Renaissance.

## Galerie d'images

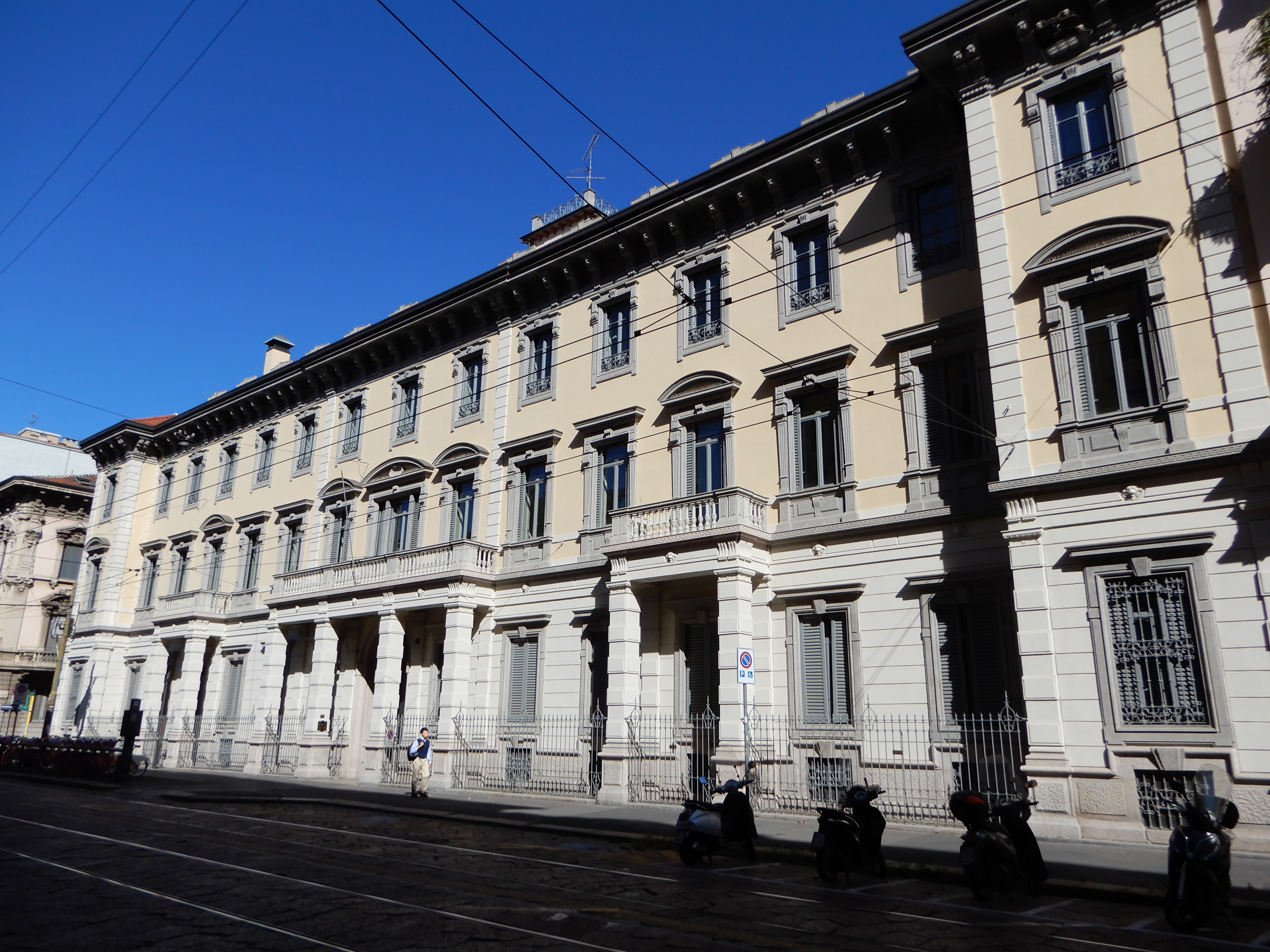
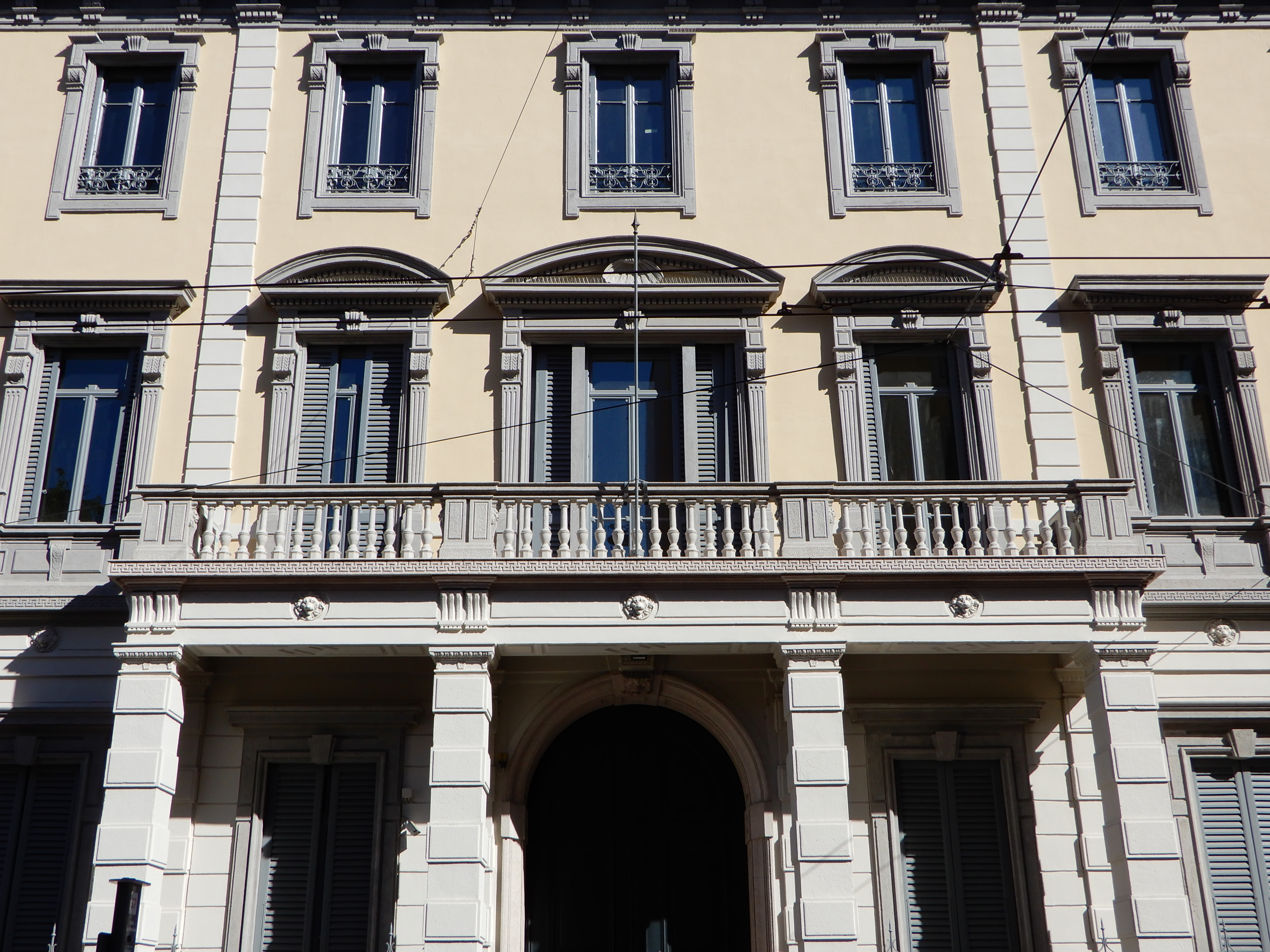
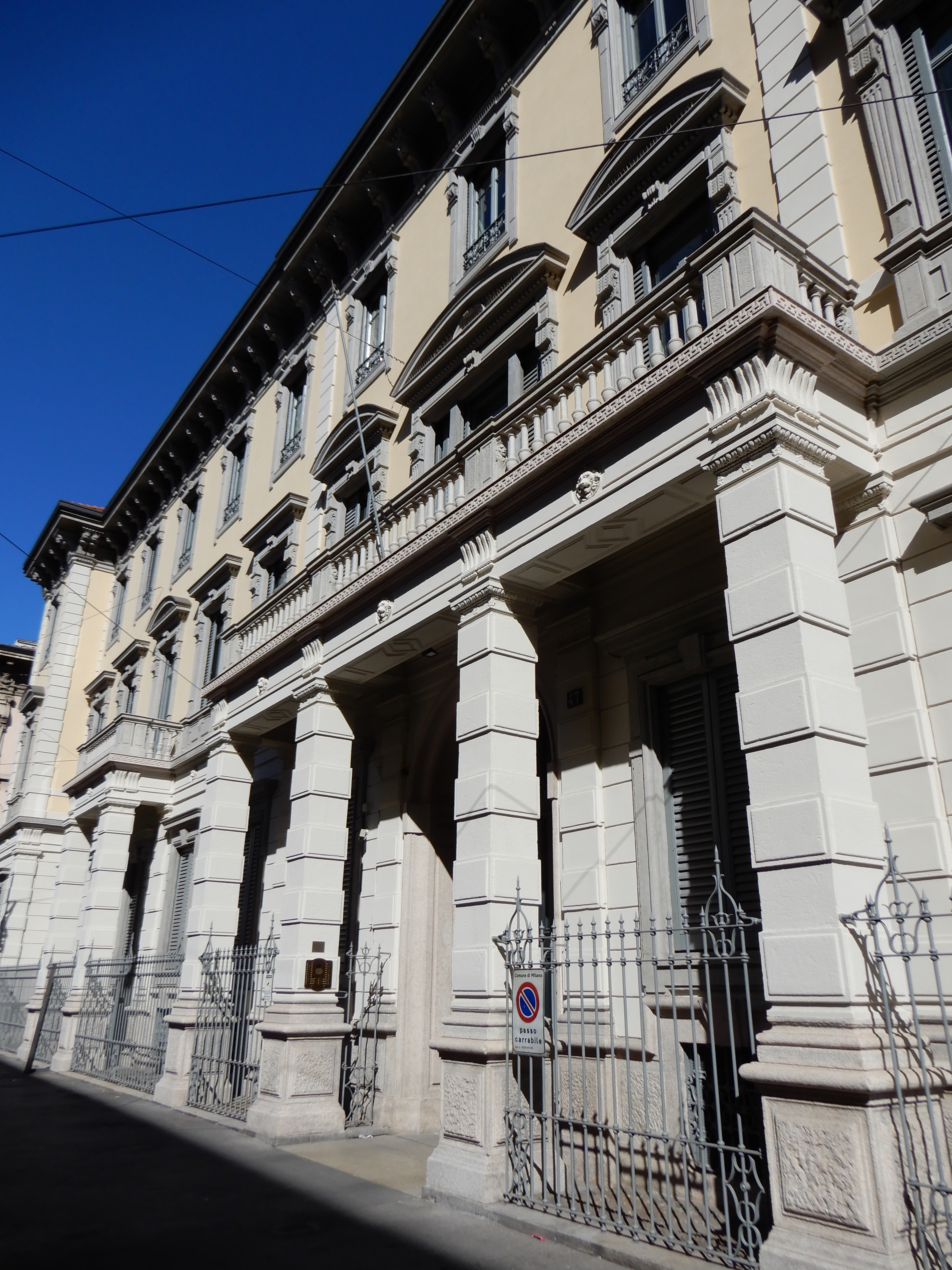